# Відемала
Відемала (ісп. Videmala) — муніципалітет в Іспанії, у складі автономної спільноти Кастилія-і-Леон, у провінції Самора. Населення — 165 осіб (2010).
Муніципалітет розташований на відстані близько 240 км на північний захід від Мадрида, 27 км на північний захід від Самори.
На території муніципалітету розташовані такі населені пункти: (дані про населення за 2010 рік)
- Відемала: 134 особи
- Вільянуева-де-лос-Корчос: 31 особа

## Демографія
Динаміка населення (INE ):